# Schweriner Sportclub 2023-2024 (pallavolo femminile)
Questa voce raccoglie le informazioni riguardanti lo Schweriner Sportclub nelle competizioni ufficiali della stagione 2023-2024.

## Stagione
Lo Schweriner Sportclub partecipa alla stagione 2023-24 con la denominazione sponsorizzata SSC Palmberg Schwerin.
Si classifica al primo posto nella regular season di 1. Bundesliga, raggiungendo poi le finali scudetto, dove viene sconfitto dal MTV Stoccarda.
In Coppa di Germania esce di scena ai quarti di finale, perdendo contro il Vilsbiburg, dopo aver perso anche la finale di Supercoppa tedesca, sempre contro il MTV Stoccarda.
Partecipa inoltre alla Coppa CEV, sconfitto agli ottavi di finale dalle connazionali del Dresdner.

## Organigramma societario
Area direttiva
- Presidente: Johannes Wienecke

Area tecnica
- Allenatore: Felix Koslowski
- Allenatore in seconda: Martin Frydnes
- Assistente allenatore: Paul Sens
- Scoutman: Olaf Garbe

Area sanitaria
- Fisioterapista: Marta Gutiérrez

## Rosa
| N° | Nome              | Ruolo | Data di nascita   | Nazionalità sportiva |
| -- | ----------------- | ----- | ----------------- | -------------------- |
| 1  | Linda Bock        | S     | 27 maggio 2000    | Germania             |
| 2  | Pia Kästner       | P     | 29 giugno 1998    | Germania             |
| 3  | Leana Grozer      | S     | 23 aprile 2007    | Germania             |
| 4  | Anna Pogany       | L     | 21 luglio 1994    | Germania             |
| 5  | Leandra Negri     | C     | 1º settembre 2004 | Germania             |
| 6  | Nova Marring      | S     | 6 settembre 2001  | Paesi Bassi          |
| 7  | Margaret Wolowicz | C     | 10 giugno 1997    | Stati Uniti          |
| 8  | Fleur Savelkoel   | S     | 22 agosto 1995    | Paesi Bassi          |
| 9  | Pia Fernau        | P     | 24 settembre 2002 | Germania             |
| 11 | Annegret Hölzig   | S     | 29 maggio 1997    | Germania             |
| 12 | Finnja Frommann   | L     | 23 giugno 2006    | Germania             |
| 13 | Laura Weihenmaier | S     | 4 aprile 1991     | Germania             |
| 14 | Jazmine White     | C     | 14 dicembre 1993  | Canada               |
| 15 | Elles Dambrink    | O     | 22 giugno 2003    | Paesi Bassi          |
| 16 | Indy Baijens      | C     | 4 febbraio 2001   | Paesi Bassi          |
| 17 | Tutku Yüzgenç     | O     | 15 gennaio 1999   | Turchia              |
| 18 | Lea Ambrosius     | C     | 22 maggio 2000    | Germania             |
| 19 | Emely Brodowski   | L     | 9 gennaio 2005    | Germania             |
| 20 | Svea Naujack      | S     | 27 febbraio 2006  | Germania             |
| 21 | Betty Lange       | C     | 3 marzo 2005      | Germania             |
| 22 | Paulina Ströh     | P     | 24 gennaio 2006   | Germania             |
| 23 | Patricia Llabrés  | L     | 15 aprile 1996    | Spagna               |
| 24 | Sina Fuchs        | S     | 28 settembre 1992 | Germania             |
| 25 | Marie Hänle       | O     | 8 settembre 2002  | Germania             |
| 26 | Susan Schut       | S     | 28 marzo 2003     | Paesi Bassi          |

## Mercato
| Acquisti                               | Acquisti          | Acquisti    | Acquisti   |
| R.                                     | Nome              | da          | Modalità   |
| -------------------------------------- | ----------------- | ----------- | ---------- |
| S                                      | Linda Bock        | Dresdner    | definitivo |
| S                                      | Nova Marring      | Asterix Avo | definitivo |
| S                                      | Fleur Savelkoel   | Potsdam     | definitivo |
| C                                      | Margaret Wolowicz | Haris       | definitivo |
| S                                      | Laura Weihenmaier | Potsdam     | definitivo |
| Trasferimenti nel corso della stagione |                   |             |            |
| S                                      | Sina Fuchs        | Erfurt      | definitivo |
| O                                      | Marie Hänle       | Suhl        | definitivo |
| L                                      | Patricia Llabrés  | -           | definitivo |
| S                                      | Susan Schut       | Zwolle      | definitivo |

| Cessioni | Cessioni         | Cessioni        | Cessioni   |
| R.       | Nome             | a               | Modalità   |
| -------- | ---------------- | --------------- | ---------- |
| S        | Lina Alsmeier    | Firenze         | definitivo |
| C        | Laura Broekstra  | Neuwied         | definitivo |
| L        | Patricia Nestler | Vilsbiburg      | definitivo |
| O        | Frauke Neuhaus   | Flacht          | definitivo |
| S        | Lindsey Ruddins  | Savino Del Bene | definitivo |

## Risultati

### 1. Bundesliga

#### Girone di andata
| 1ª giornata - 7 ottobre 2023 Sporthalle Neuköllner Straße, Aquisgrana | PTSV Aachen   | 0 - 3 | Schweriner | 17-25, 23-25, 18-25               |
| 2ª giornata - 11 ottobre 2023 ARENA Schwerin, Schwerin                | Schweriner    | 3 - 0 | Neuwied    | 25-13, 25-13, 25-21               |
| 3ª giornata - 20 ottobre 2023 ARENA Schwerin, Schwerin                | Schweriner    | 3 - 0 | Potsdam    | 25-21, 25-19, 25-22               |
| 4ª giornata - 28 ottobre 2023 Platz der Deutschen Einheit, Wiesbaden  | Wiesbaden     | 2 - 3 | Schweriner | 14-25, 25-19, 18-25, 25-18, 19-21 |
| 5ª giornata - 11 novembre 2023 ARENA Schwerin, Schwerin               | Schweriner    | 3 - 0 | Münster    | 25-17, 25-17, 25-19               |
| 6ª giornata - 18 novembre 2023 Ballsporthalle, Vilsbiburg             | Vilsbiburg    | 0 - 3 | Schweriner | 22-25, 16-25, 14-25               |
| 7ª giornata - 25 novembre 2023 ARENA Schwerin, Schwerin               | Schweriner    | 3 - 0 | Suhl       | 25-16, 25-18, 25-18               |
| 8ª giornata - 19 dicembre 2023 SCHARRena, Stoccarda                   | MTV Stoccarda | 3 - 2 | Schweriner | 25-13, 20-25, 25-20, 26-28, 15-12 |
| 9ª giornata - 9 dicembre 2023 ARENA Schwerin, Schwerin                | Schweriner    | 3 - 0 | Dresdner   | 25-13, 25-17, 25-14               |

#### Girone di ritorno
| 10ª giornata - 16 dicembre 2023 ARENA Schwerin, Schwerin                     | Schweriner | 3 - 0 | PTSV Aachen   | 25-18, 31-29, 25-22               |
| 11ª giornata - 22 dicembre 2023 Sporthalle des Rhein-Wied-Gymnasium, Neuwied | Neuwied    | 0 - 3 | Schweriner    | 18-25, 22-25, 14-25               |
| 12ª giornata - 30 dicembre 2023 MBS Arena Potsdam, Potsdam                   | Potsdam    | 3 - 1 | Schweriner    | 18-25, 25-22, 25-16, 25-20        |
| 13ª giornata - 6 gennaio 2024 ARENA Schwerin, Schwerin                       | Schweriner | 3 - 2 | Wiesbaden     | 23-25, 25-21, 25-15, 24-26, 15-8  |
| 14ª giornata - 13 gennaio 2024 Sporthalle Berg Fidel, Münster                | Münster    | 1 - 3 | Schweriner    | 25-22, 19-25, 20-25, 11-25        |
| 15ª giornata - 20 gennaio 2024 ARENA Schwerin, Schwerin                      | Schweriner | 3 - 0 | Vilsbiburg    | 25-22, 25-18, 25-15               |
| 16ª giornata - 24 gennaio 2024 Sporthalle Wolfsgrube, Suhl                   | Suhl       | 1 - 3 | Schweriner    | 23-25, 18-25, 25-22, 11-25        |
| 17ª giornata - 27 gennaio 2024 ARENA Schwerin, Schwerin                      | Schweriner | 2 - 3 | MTV Stoccarda | 22-25, 25-21, 25-23, 17-25, 13-15 |
| 18ª giornata - 3 febbraio 2024 Margon Arena, Dresda                          | Dresdner   | 1 - 3 | Schweriner    | 29-31, 25-23, 23-25, 11-25        |

#### Turno intermedio - Gruppo A (1-5)
| 1ª giornata - 10 febbraio 2024 ARENA Schwerin, Schwerin   | Schweriner | 3 - 2 | Dresdner      | 21-25, 24-26, 28-26, 27-25, 15-7  |
| 3ª giornata - 24 febbraio 2024 MBS Arena Potsdam, Potsdam | Potsdam    | 3 - 2 | Schweriner    | 24-26, 25-23, 25-13, 24-26, 15-13 |
| 4ª giornata - 9 marzo 2024 ARENA Schwerin, Schwerin       | Schweriner | 3 - 2 | MTV Stoccarda | 25-23, 28-26, 22-25, 23-25, 15-12 |
| 5ª giornata - 16 marzo 2024 Sporthalle Wolfsgrube, Suhl   | Suhl       | 3 - 2 | Schweriner    | 23-25, 25-19, 28-26, 19-25, 15-13 |

#### Play-off scudetto
| Quarti di finale (gara 1) - 23 marzo 2024 ARENA Schwerin, Schwerin   | Schweriner    | 3 - 1 | Vilsbiburg    | 25-14, 32-30, 22-25, 25-22        |
| Quarti di finale (gara 2) - 27 marzo 2024 Ballsporthalle, Vilsbiburg | Vilsbiburg    | 1 - 3 | Schweriner    | 20-25, 25-20, 14-25, 26-28        |
| Semifinali (gara 1) - 3 aprile 2024 ARENA Schwerin, Schwerin         | Schweriner    | 3 - 1 | Potsdam       | 21-25, 25-20, 25-23, 25-18        |
| Semifinali (gara 2) - 6 aprile 2024 MBS Arena Potsdam, Potsdam       | Potsdam       | 1 - 3 | Schweriner    | 19-25, 23-25, 25-22, 15-25        |
| Finale (gara 1) - 13 aprile 2024 ARENA Schwerin, Schwerin            | Schweriner    | 3 - 2 | MTV Stoccarda | 25-27, 25-20, 25-12, 15-25, 15-9  |
| Finale (gara 2) - 17 aprile 2024 SCHARRena, Stoccarda                | MTV Stoccarda | 3 - 2 | Schweriner    | 25-14, 25-21, 24-26, 22-25, 15-12 |
| Finale (gara 3) - 20 aprile 2024 ARENA Schwerin, Schwerin            | Schweriner    | 3 - 2 | MTV Stoccarda | 20-25, 12-25, 25-21, 25-23, 15-8  |
| Finale (gara 4) - 20 aprile 2024 SCHARRena, Stoccarda                | MTV Stoccarda | 3 - 0 | Schweriner    | 26-24, 25-19, 25-20               |
| Finale (gara 5) - 28 aprile 2024 ARENA Schwerin, Schwerin            | Schweriner    | 1 - 3 | MTV Stoccarda | 25-17, 20-25, 13-25, 13-25        |

### Coppa di Germania
| Ottavi di finale - 4 novembre 2023 Gymnasium Antonianum, Vechta | Oythe      | 0 - 3 | Schweriner | 16-25, 20-25, 19-25 |
| Quarti di finale - 22 novembre 2023 Ballsporthalle, Vilsbiburg  | Vilsbiburg | 3 - 0 | Schweriner | 25-21, 25-20, 25-23 |

### Supercoppa tedesca
| 15 ottobre 2023 Stadthalle Rostock, Rostock | Schweriner | 1 - 3 | MTV Stoccarda | 25-27, 25-21, 17-25, 21-25 |

### Coppa CEV
| Ottavi di finale (andata) - 29 novembre 2023 Margon Arena, Dresda     | Dresdner   | 3 - 0 | Schweriner | 30-28, 25-23, 25-22        |
| Ottavi di finale (ritorno) - 5 dicembre 2023 ARENA Schwerin, Schwerin | Schweriner | 1 - 3 | Dresdner   | 25-16, 22-25, 21-25, 20-25 |

## Statistiche

### Statistiche di squadra
| Competizione       | Punti | In casa | In casa | In casa | In trasferta | In trasferta | In trasferta | Totale | Totale | Totale |
| Competizione       | Punti | G       | V       | P       | G            | V            | P            | G      | V      | P      |
| ------------------ | ----- | ------- | ------- | ------- | ------------ | ------------ | ------------ | ------ | ------ | ------ |
| 1. Bundesliga      | 45/18 | 16      | 14      | 2       | 15           | 9            | 6            | 31     | 23     | 8      |
| Coppa di Germania  | -     | 2       | 1       | 1       | 0            | 0            | 0            | 2      | 1      | 1      |
| Supercoppa tedesca | -     | -       | -       | -       | -            | -            | -            | 1      | 0      | 1      |
| Coppa CEV          | -     | 1       | 0       | 1       | 1            | 0            | 1            | 2      | 0      | 2      |
| Totale             | -     | 19      | 15      | 4       | 16           | 9            | 7            | 36     | 24     | 12     |

G = partite giocate; V = partite vinte; P = partite perse

### Statistiche dei giocatori
| Giocatrice     | 1. Bundesliga | 1. Bundesliga | 1. Bundesliga | 1. Bundesliga | 1. Bundesliga | Coppa di Germania | Coppa di Germania | Coppa di Germania | Coppa di Germania | Coppa di Germania | Supercoppa tedesca | Supercoppa tedesca | Supercoppa tedesca | Supercoppa tedesca | Supercoppa tedesca | Coppa CEV | Coppa CEV | Coppa CEV | Coppa CEV | Coppa CEV | Totale | Totale | Totale | Totale | Totale |
| Giocatrice     | P             | PT            | AV            | MV            | BV            | P                 | PT                | AV                | MV                | BV                | P                  | PT                 | AV                 | MV                 | BV                 | P         | PT        | AV        | MV        | BV        | P      | PT     | AV     | MV     | BV     |
| -------------- | ------------- | ------------- | ------------- | ------------- | ------------- | ----------------- | ----------------- | ----------------- | ----------------- | ----------------- | ------------------ | ------------------ | ------------------ | ------------------ | ------------------ | --------- | --------- | --------- | --------- | --------- | ------ | ------ | ------ | ------ | ------ |
| L. Ambrosius   | -             | -             | -             | -             | -             | -                 | -                 | -                 | -                 | -                 | -                  | -                  | -                  | -                  | -                  | -         | -         | -         | -         | -         | -      | -      | -      | -      | -      |
| I. Baijens     | 31            | 343           | 247           | 58            | 38            | 1                 | 12                | 9                 | 2                 | 1                 | 1                  | 7                  | 5                  | 2                  | 0                  | 2         | 17        | 12        | 3         | 2         | 35     | 379    | 273    | 65     | 41     |
| L. Bock        | 4             | 43            | 34            | 7             | 2             | -                 | -                 | -                 | -                 | -                 | 1                  | 5                  | 4                  | 0                  | 1                  | -         | -         | -         | -         | -         | 5      | 48     | 38     | 7      | 3      |
| E. Brodowski   | 0             | 0             | 0             | 0             | 0             | 1                 | 0                 | 0                 | 0                 | 0                 | -                  | -                  | -                  | -                  | -                  | -         | -         | -         | -         | -         | 1      | 0      | 0      | 0      | 0      |
| E. Dambrink    | 28            | 290           | 261           | 18            | 11            | 2                 | 30                | 26                | 4                 | 0                 | 1                  | 0                  | 0                  | 0                  | 0                  | 2         | 33        | 28        | 2         | 3         | 33     | 353    | 315    | 24     | 14     |
| P. Fernau      | 20            | 15            | 1             | 4             | 10            | 1                 | 1                 | 1                 | 0                 | 0                 | 1                  | 0                  | 0                  | 0                  | 0                  | 1         | 0         | 0         | 0         | 0         | 23     | 16     | 2      | 4      | 10     |
| F. Frommann    | 1             | 0             | 0             | 0             | 0             | -                 | -                 | -                 | -                 | -                 | -                  | -                  | -                  | -                  | -                  | 0         | 0         | 0         | 0         | 0         | 1      | 0      | 0      | 0      | 0      |
| S. Fuchs       | 15            | 45            | 35            | 5             | 5             | -                 | -                 | -                 | -                 | -                 | -                  | -                  | -                  | -                  | -                  | -         | -         | -         | -         | -         | 15     | 45     | 35     | 5      | 5      |
| L. Grozer      | 12            | 38            | 31            | 6             | 1             | 1                 | 14                | 12                | 1                 | 1                 | 0                  | 0                  | 0                  | 0                  | 0                  | 1         | 3         | 2         | 0         | 1         | 14     | 55     | 45     | 7      | 3      |
| M. Hänle       | 15            | 166           | 148           | 11            | 7             | -                 | -                 | -                 | -                 | -                 | -                  | -                  | -                  | -                  | -                  | 1         | 1         | 1         | 0         | 0         | 16     | 167    | 149    | 11     | 7      |
| A. Hölzig      | -             | -             | -             | -             | -             | -                 | -                 | -                 | -                 | -                 | -                  | -                  | -                  | -                  | -                  | -         | -         | -         | -         | -         | -      | -      | -      | -      | -      |
| P. Kästner     | 30            | 61            | 30            | 16            | 15            | 1                 | 2                 | 1                 | 0                 | 1                 | 1                  | 1                  | 1                  | 0                  | 0                  | 2         | 5         | 1         | 4         | 0         | 34     | 69     | 33     | 20     | 16     |
| B. Lange       | -             | -             | -             | -             | -             | -                 | -                 | -                 | -                 | -                 | -                  | -                  | -                  | -                  | -                  | -         | -         | -         | -         | -         | -      | -      | -      | -      | -      |
| P. Llabrés     | 11            | 1             | 1             | 0             | 0             | -                 | -                 | -                 | -                 | -                 | -                  | -                  | -                  | -                  | -                  | 2         | 0         | 0         | 0         | 0         | 13     | 1      | 1      | 0      | 0      |
| N. Marring     | 30            | 465           | 403           | 20            | 42            | 2                 | 13                | 12                | 0                 | 1                 | 1                  | 11                 | 10                 | 0                  | 1                  | 2         | 26        | 22        | 0         | 4         | 35     | 515    | 447    | 20     | 48     |
| S. Naujack     | -             | -             | -             | -             | -             | -                 | -                 | -                 | -                 | -                 | -                  | -                  | -                  | -                  | -                  | -         | -         | -         | -         | -         | -      | -      | -      | -      | -      |
| L. Negri       | 2             | 6             | 2             | 2             | 2             | 1                 | 7                 | 5                 | 1                 | 1                 | 0                  | 0                  | 0                  | 0                  | 0                  | 0         | 0         | 0         | 0         | 0         | 3      | 13     | 7      | 3      | 3      |
| A. Pogany      | 27            | 0             | 0             | 0             | 0             | 2                 | 0                 | 0                 | 0                 | 0                 | 1                  | 0                  | 0                  | 0                  | 0                  | 2         | 0         | 0         | 0         | 0         | 32     | 0      | 0      | 0      | 0      |
| F. Savelkoel   | 1             | 0             | 0             | 0             | 0             | -                 | -                 | -                 | -                 | -                 | -                  | -                  | -                  | -                  | -                  | -         | -         | -         | -         | -         | 1      | 0      | 0      | 0      | 0      |
| S. Schut       | 15            | 135           | 115           | 15            | 5             | -                 | -                 | -                 | -                 | -                 | -                  | -                  | -                  | -                  | -                  | -         | -         | -         | -         | -         | 15     | 135    | 115    | 15     | 5      |
| P. Ströh       | 0             | 0             | 0             | 0             | 0             | 1                 | 0                 | 0                 | 0                 | 0                 | -                  | -                  | -                  | -                  | -                  | -         | -         | -         | -         | -         | 1      | 0      | 0      | 0      | 0      |
| L. Weihenmaier | 15            | 157           | 125           | 22            | 10            | 2                 | 12                | 9                 | 3                 | 0                 | 1                  | 7                  | 4                  | 3                  | 0                  | 2         | 30        | 25        | 4         | 1         | 20     | 206    | 163    | 32     | 11     |
| J. White       | 27            | 236           | 159           | 60            | 17            | 1                 | 7                 | 5                 | 2                 | 0                 | 1                  | 11                 | 5                  | 3                  | 3                  | 2         | 12        | 10        | 2         | 0         | 31     | 266    | 179    | 67     | 20     |
| M. Wolowicz    | 22            | 83            | 54            | 23            | 6             | 2                 | 8                 | 8                 | 0                 | 0                 | 1                  | 0                  | 0                  | 0                  | 0                  | 2         | 3         | 2         | 1         | 0         | 27     | 94     | 64     | 24     | 6      |
| T. Yüzgenç     | 20            | 177           | 145           | 25            | 7             | 0                 | 0                 | 0                 | 0                 | 0                 | 1                  | 20                 | 16                 | 3                  | 1                  | -         | -         | -         | -         | -         | 21     | 197    | 161    | 28     | 8      |

P = presenze; PT = punti totali; AV = attacchi vincenti; MV = muri vincenti; BV = battute vincenti